# Auditorium Maurice-Ravel
Ne doit pas être confondu avec Salle Ravel.
Résidence
L'auditorium Maurice-Ravel est une salle de spectacles et de concerts, située dans le quartier de la Part-Dieu dans le 3e arrondissement de Lyon. Inauguré le 14 février 1975, il est l’œuvre des architectes Delfante et Pottier. C'est la salle de résidence de l'Orchestre national de Lyon.

## Situation
L'auditorium se situe sur la place Charles-de-Gaulle, à l'angle sud-est formé des rues Garibaldi et de Bonnel. À côté de lui s'élèvent la tour Part-Dieu et le centre commercial.

## Historique
L'orchestre national de Lyon, créé en 1903, ne disposait pas de salle symphonique et devait jouer salle Rameau. Robert Proton de la Chapelle, musicologue et adjoint aux beaux-arts du maire Louis Pradel, souhaitait la construction d'un nouvel équipement. La décision est prise par une délibération du conseil municipal le 19 septembre 1971 et, après trois années de travaux, le bâtiment est inauguré le 14 février 1975.
À la suite de nombreuses critiques concernant son acoustique, l'auditorium a été rénové entre 1993 et 2002, afin notamment d'atténuer l'écho et d'augmenter la durée de la réverbération.

### 14 février 1975: inauguration
Le 14 février 1975, le géant de béton précontraint sort enfin de terre après plus de trois ans de travaux titanesques qui ont nécessité près de 40 000 tonnes de béton et plus de 800 tonnes d’acier. Au moment de son inauguration et pendant quarante ans (jusqu’à la construction de la Philharmonie de Paris en 2015), c’est la plus grande salle de concert symphonique en France.
Pour l’occasion, un concert inaugural rassemble l’Orchestre national de Lyon dirigé par son directeur musical Serge Baudo dans la Symphonie fantastique de Berlioz et deux œuvres de Ravel, la seconde suite de Daphnis et Chloé et le Concerto en sol, avec en soliste un pianiste lyonnais de tout juste 18 ans, Pierre-Laurent Aimard. S’ensuit un week-end de festivités rassemblant différents chœurs, des récitals et des concerts symphoniques.

## Nom
L'édifice porte le nom du compositeur Maurice Ravel, maître de l'orchestration, dont le centenaire de la naissance avait lieu précisément en 1975.

## Architecture

L'extérieur

### Concepteurs
Ses architectes sont Charles Delfante, concepteur du quartier de la Part-Dieu, et Henri Pottier, assistés de l'acousticien Léon Conturie.

### Structure
Construit en béton précontraint à l'instar de nombreux bâtiments environnants, l'auditorium se veut résolument moderne, en forme de coquille Saint-Jacques. La maîtrise d'ouvrage ayant évolué au cours du chantier, le bâtiment présente un certain éclectisme.

### Caractéristiques
| Volume global         | 30 000 m3     |
| Béton                 | 40 000 tonnes |
| Acier                 | 830 tonnes    |
| Surface de la toiture | 6 000 m2      |
| Capacité              | 2 120 places  |

### Aménagement interne
Au rez-de-chaussée, l'atrium accueille boutiques et expositions.
La salle, dotée d'une scène d'environ 400 m2, est située au premier étage du bâtiment. Elle peut accueillir 2 120 personnes.

### Réception
Son architecture, jugée froide, ne fait pas l'unanimité lors de son inauguration. L'auditorium obtient le label « Architecture contemporaine remarquable » en 2012, lui qui est devenu un symbole du style brutaliste. Le maître d'œuvre Bernard Caille explique que le choix du béton a été fait « pour isoler dans un quartier bruyant ».

## L'orgue
L'auditorium Maurice-Ravel accueille l'ancien orgue du palais du Trocadéro, construit par le facteur Aristide Cavaillé-Coll pour l'Exposition universelle de 1878 à Paris, reconstruit au palais de Chaillot en 1939 par Victor Gonzalez et son fils Fernand, puis installé à Lyon par Georges Danion en 1977. Cet instrument, qui était le seul grand orgue de salle de concert en France jusqu'aux inaugurations en 2016 des orgues de l'auditorium de Radio France et de la nouvelle salle de la Philharmonie de Paris, compte 82 jeux sur 121 rangs et 6 508 tuyaux.

## Sources
- Louis Jacquemin, Lyon, palais et édifices publics, Les éditions de La Taillanderie, 1987  (ISBN 2-87629-003-0)
- « Auditorium Maurice-Ravel : 40 ans d'audace et 40 000 tonnes de béton », Le Progrès, 30 janvier 2015